# Сарагоса, Мануэль
Мануэль Сарагоса Руис (исп. Manuel Zaragoza Ruiz, 1880, Барселона — 1936, Ла-Жункера) — испанский шахматист.
Один из сильнейших шахматистов Испании начала XX века.
В 1912 году был официальным претендентом на звание чемпиона Испании: встретился в матче с действующим обладателем титула М. Гольмайо. Матч состоялся в Мадриде. В шести партиях Сарагоса смог набрать только пол-очка (½ : 5½).
Сведения о биографии шахматиста крайне скудны, его партии отсутствуют в базах.